# Lijst van Nederlandse parlementaire afsplitsingen
De lijst van Nederlandse parlementaire afsplitsingen is een opsomming van politieke afsplitsingen van fracties in Nederlandse politieke organen.

## Tweede Kamer
| Afsplitsing                   | Afgesplitst van                         | Kamerlid                        | Begindatum        | Einddatum         |
| ----------------------------- | --------------------------------------- | ------------------------------- | ----------------- | ----------------- |
| 50PLUS/Baay-Timmerman         | 50PLUS                                  | Martine Baay-Timmerman          | 28 mei 2014       | 10 september 2014 |
| 50PLUS/Baay-Timmerman         | 50PLUS                                  | Henk Krol                       | 10 september 2014 | 13 november 2014  |
| 50PLUS/Klein                  | 50PLUS                                  | Norbert Klein                   | 28 mei 2014       | 13 november 2014  |
| Groep Aarden                  | Katholieke Volkspartij                  | Jacques Aarden                  | 27 februari 1968  | 9 mei 1971        |
| Groep Aarden                  | Katholieke Volkspartij                  | Paul Janssen                    | 27 februari 1968  | 9 mei 1971        |
| Groep Aarden                  | Katholieke Volkspartij                  | Annie Kessel                    | 27 februari 1968  | 9 mei 1971        |
| Groep Van As                  | Groep Nawijn                            | Gerard van As                   | 11 september 2006 | 12 september 2006 |
| Lid-Van Bemmel                | Partij voor de Vrijheid                 | Jhim van Bemmel                 | 6 juli 2012       | 19 september 2012 |
| Groep Van Beresteyn           | Vrijzinnig-Democratische Bond           | Eeltjo van Beresteyn            | 4 januari 1922    | 7 februari 1922   |
| Groep Van Beresteyn/Teenstra  | Groep Van Beresteyn                     | Eeltjo van Beresteyn            | 8 februari 1922   | 24 juli 1922      |
| Groep Van Beresteyn/Teenstra  | Vrijzinnig-Democratische Bond           | Edsge Marten Teenstra           | 8 februari 1922   | 24 juli 1922      |
| Lid-Bontes                    | Partij voor de Vrijheid                 | Louis Bontes                    | 29 oktober 2013   | 15 april 2014     |
| Groep Bontes/Van Klaveren     | Lid-Bontes                              | Louis Bontes                    | 15 april 2014     | 22 maart 2017     |
| Groep Bontes/Van Klaveren     | Lid-Van Klaveren                        | Joram van Klaveren              | 15 april 2014     | 22 maart 2017     |
| Lid Brinkman                  | Partij voor de Vrijheid                 | Hero Brinkman                   | 20 maart 2012     | 19 september 2012 |
| Groep Duijs                   | Sociaal-Democratische Arbeiderspartij   | Jan Duijs                       | 29 november 1935  | 7 juni 1937       |
| Groep Eerdmans/Van Schijndel  | Lijst Pim Fortuyn                       | Joost Eerdmans                  | 12 september 2006 | 29 november 2006  |
| Groep Eerdmans/Van Schijndel  | Volkspartij voor Vrijheid en Democratie | Anton van Schijndel             | 12 september 2006 | 29 november 2006  |
| Lid Ephraim                   | Groep Van Haga                          | Olaf Ephraim                    | 2 augustus 2023   | 5 december 2023   |
| Groep Goedhart                | Partij van de Arbeid                    | Frans Goedhart                  | 14 mei 1970       | 9 mei 1971        |
| Groep Goedhart                | Partij van de Arbeid                    | Wybrand Schuitemaker            | 14 mei 1970       | 9 mei 1971        |
| Groep Goedhart                | Partij van de Arbeid                    | Fia van Veenendaal-van Meggelen | 28 juli 1970      | 9 mei 1971        |
| Groep Gortzak                 | Communistische Partij van Nederland     | Bertus Brandsen                 | 15 april 1958     | 19 maart 1959     |
| Groep Gortzak                 | Communistische Partij van Nederland     | Henk Gortzak                    | 15 april 1958     | 19 maart 1959     |
| Groep Gortzak                 | Communistische Partij van Nederland     | Rie Lips-Odinot                 | 15 april 1958     | 19 maart 1959     |
| Groep Gortzak                 | Communistische Partij van Nederland     | Gerben Wagenaar                 | 15 april 1958     | 19 maart 1959     |
| Groep Van Groenendael         | Algemeene Bond van RK-kiesverenigingen  | Henri van Groenendael           | 1 oktober 1919    | 24 juli 1922      |
| Lid Gündoğan                  | Volt Nederland                          | Nilüfer Gündoğan                | 26 februari 2022  | 10 maart 2022     |
| Lid Gündoğan                  | Volt Nederland                          | Nilüfer Gündoğan                | 22 maart 2022     | 5 december 2023   |
| Fractie-Den Haan              | 50PLUS                                  | Liane den Haan                  | 11 mei 2021       | 5 december 2023   |
| Lid Van Haga                  | Volkspartij voor Vrijheid en Democratie | Wybren van Haga                 | 7 oktober 2019    | 30 november 2020  |
| Groep Van Haga                | Forum voor Democratie                   | Olaf Ephraim                    | 13 mei 2021       | 5 december 2023   |
| Groep Van Haga                | Forum voor Democratie                   | Wybren van Haga                 | 13 mei 2021       | 5 december 2023   |
| Groep Van Haga                | Forum voor Democratie                   | Hans Smolders                   | 13 mei 2021       | 5 december 2023   |
| Groep Harmsen                 | Boerenpartij                            | Johan van de Brake              | 27 juni 1968      | 9 mei 1971        |
| Groep Harmsen                 | Boerenpartij                            | Evert Jan Harmsen               | 27 juni 1968      | 9 mei 1971        |
| Groep Harmsen                 | Boerenpartij                            | Wouter van Harselaar            | 27 juni 1968      | 9 mei 1971        |
| Groep Harmsen                 | Boerenpartij                            | Hubert Kronenburg               | 27 juni 1968      | 11 november 1968  |
| Groep Hendriks                | Algemeen Ouderen Verbond                | Theo Hendriks                   | 12 oktober 1994   | 18 mei 1998       |
| Lid-Houwers                   | Volkspartij voor Vrijheid en Democratie | Johan Houwers                   | 25 maart 2015     | 22 maart 2017     |
| Groep Huijsen                 | Christelijk-Historische Unie            | Coos Huijsen                    | 30 maart 1976     | 7 juni 1977       |
| Groep Janmaat                 | Centrumpartij                           | Hans Janmaat                    | 15 oktober 1984   | 2 juni 1986       |
| Groep De Jong                 | Nederlandse Middenstands Partij         | Jacques de Jong                 | 13 september 1971 | 6 december 1972   |
| Groep De Jong                 | Lijst Pim Fortuyn                       | Cor Eberhard                    | 3 oktober 2002    | 29 januari 2003   |
| Groep De Jong                 | Lijst Pim Fortuyn                       | Winny de Jong                   | 1 oktober 2002    | 29 januari 2003   |
| Lid-Van Klaveren              | Partij voor de Vrijheid                 | Joram van Klaveren              | 21 maart 2014     | 15 april 2014     |
| Lid-Klein                     | 50PLUS/Klein                            | Norbert Klein                   | 13 november 2014  | 22 maart 2017     |
| Lid Van Kooten-Arissen        | Partij voor de Dieren                   | Femke Merel van Kooten-Arissen  | 16 juli 2019      | 3 mei 2020        |
| Lid Van Kooten-Arissen        | Groep Krol/van Kooten-Arissen           | Femke Merel van Kooten-Arissen  | 5 augustus 2020   | 30 maart 2021     |
| Groep Kortenoeven/Hernandez   | Partij voor de Vrijheid                 | Marcial Hernandez               | 3 juli 2012       | 19 september 2012 |
| Groep Kortenoeven/Hernandez   | Partij voor de Vrijheid                 | Wim Kortenoeven                 | 3 juli 2012       | 19 september 2012 |
| Lid Krol                      | Groep Krol/van Kooten-Arissen           | Henk Krol                       | 5 augustus 2020   | 30 maart 2021     |
| Groep Krol/van Kooten-Arissen | Lid Van Kooten-Arissen                  | Femke Merel van Kooten-Arissen  | 3 mei 2020        | 5 augustus 2020   |
| Groep Krol/van Kooten-Arissen | 50PLUS                                  | Henk Krol                       | 3 mei 2020        | 5 augustus 2020   |
| Groep Kronenburg              | Groep Harmsen                           | Hubert Kronenburg               | 12 november 1968  | 9 mei 1971        |
| Groep Kuzu/Öztürk             | Partij van de Arbeid                    | Tunahan Kuzu                    | 13 november 2014  | 22 maart 2017     |
| Groep Kuzu/Öztürk             | Partij van de Arbeid                    | Selçuk Öztürk                   | 13 november 2014  | 22 maart 2017     |
| Groep Lazrak                  | Socialistische Partij                   | Ali Lazrak                      | 3 februari 2004   | 29 november 2006  |
| Lid-Monasch                   | Partij van de Arbeid                    | Jacques Monasch                 | 28 november 2016  | 22 maart 2017     |
| Groep Nawijn                  | Lijst Pim Fortuyn                       | Gerard van As                   | 17 augustus 2006  | 11 september 2006 |
| Groep Nawijn                  | Lijst Pim Fortuyn                       | Hilbrand Nawijn                 | 23 juni 2005      | 29 november 2006  |
| Groep Nijpels                 | Algemeen Ouderen Verbond                | Liesbeth Aiking-van Wageningen  | 6 september 1995  | 18 mei 1998       |
| Groep Nijpels                 | Algemeen Ouderen Verbond                | Leo Boogaard                    | 6 september 1995  | 31 augustus 1996  |
| Groep Nijpels                 | Algemeen Ouderen Verbond                | Ron Meyer                       | 3 september 1996  | 18 mei 1998       |
| Groep Nijpels                 | Algemeen Ouderen Verbond                | Jet Nijpels                     | 6 september 1995  | 18 mei 1998       |
| Groep Nooteboom               | D66                                     | Govert Nooteboom                | 22 juni 1976      | 7 juni 1977       |
| Groep Ockels                  | Partij van de Arbeid                    | Marjet Ockels                   | 21 september 1993 | 16 mei 1994       |
| Lid Omtzigt                   | Christen-Democratisch Appèl             | Pieter Omtzigt                  | 15 september 2021 | 5 december 2023   |
| Groep Van Oudenallen          | Lijst Pim Fortuyn                       | Gonny van Oudenallen            | 7 juli 2006       | 29 november 2006  |
| Groep Scholten                | Groep Scholten/Dijkman                  | Jan Nico Scholten               | 18 april 1985     | 2 juni 1986       |
| Groep Scholten/Dijkman        | Christen-Democratisch Appèl             | Stef Dijkman                    | 8 december 1983   | 17 april 1985     |
| Groep Scholten/Dijkman        | Christen-Democratisch Appèl             | Jan Nico Scholten               | 8 december 1983   | 17 april 1985     |
| Groep Van der Spek            | Pacifistisch Socialistische Partij      | Fred van der Spek               | 21 januari 1986   | 2 juni 1986       |
| Groep Staalman                | Vrijheidsbond                           | Abraham Staalman                | 14 maart 1929     | 16 september 1929 |
| Lid-Verdonk                   | Volkspartij voor Vrijheid en Democratie | Rita Verdonk                    | 17 september 2007 | 17 juni 2010      |
| Groep Verkerk                 | Algemeen Ouderen Verbond                | Will Verkerk                    | 31 maart 1998     | 18 mei 1998       |
| Groep Verlaan                 | Boerenpartij                            | Nico Verlaan                    | 23 april 1971     | 9 mei 1971        |
| Groep Visscher                | Anti-Revolutionaire Partij              | Hugo Visscher                   | 1 december 1935   | 31 december 1935  |
| Lid-Van Vliet                 | Partij voor de Vrijheid                 | Roland van Vliet                | 20 maart 2014     | 22 maart 2017     |
| Groep Voogd                   | Boerenpartij                            | Poulus Voogd                    | 13 december 1966  | 21 februari 1967  |
| Groep Wagenaar                | Reformatorische Politieke Federatie     | Aad Wagenaar                    | 23 april 1985     | 2 juni 1986       |
| Groep Wijnschenk              | Lijst Pim Fortuyn                       | Harry Wijnschenk                | 14 november 2002  | 29 januari 2003   |
| Groep Wilders                 | Volkspartij voor Vrijheid en Democratie | Geert Wilders                   | 2 september 2004  | 29 november 2006  |

## Eerste Kamer
| Afsplitsing                          | Afgesplitst van | Kamerlid               | Begindatum        | Einddatum         |
| ------------------------------------ | --------------- | ---------------------- | ----------------- | ----------------- |
| Fractie-Batenburg                    | AOV             | Martin Batenburg       | 7 april 1998      | 8 juni 1999       |
| Fractie-Duthler                      | VVD             | Anne-Wil Duthler       | 26 april 2019     | 10 juni 2019      |
| Fractie-Frentrop                     | FVD             | Paul Frentrop          | 31 maart 2022     | 12 juni 2023      |
| Fractie-Frentrop                     | FVD             | Theo Hiddema           | 31 maart 2022     | 12 juni 2023      |
| Fractie-Hendriks                     | AOV             | Jan Hendriks           | 12 september 1995 | 15 juni 1998      |
| Fractie-De Lange                     | OSF             | Kees de Lange          | 19 mei 2015       | 9 juni 2015       |
| Fractie-Maris                        | Boerenpartij    | Bertus Maris           | 15 februari 1978  | 15 september 1980 |
| Fractie-Otten                        | FVD             | Henk Otten             | 24 juli 2019      | 12 juni 2023      |
| Fractie-Otten                        | FVD             | Dorien Rookmaker       | 20 augustus 2019  | 10 februari 2020  |
| Fractie-Otten                        | FVD             | Jeroen de Vries        | 20 augustus 2019  | 12 juni 2023      |
| Fractie-Otten                        | FVD             | Robert Baljeu          | 15 december 2020  | 14 februari 2021  |
| Fractie-Van Pareren/Fractie-Nanninga | FVD             | Hugo Berkhout          | 29 november 2020  | 12 juni 2023      |
| Fractie-Van Pareren/Fractie-Nanninga | FVD             | Toine Beukering        | 29 november 2020  | 12 juni 2023      |
| Fractie-Van Pareren/Fractie-Nanninga | FVD             | Otto Hermans           | 29 november 2020  | 12 juni 2023      |
| Fractie-Van Pareren/Fractie-Nanninga | FVD             | Lennart van der Linden | 14 december 2020  | 12 juni 2023      |
| Fractie-Van Pareren/Fractie-Nanninga | FVD             | Annabel Nanninga       | 15 februari 2021  | 12 juni 2023      |
| Fractie-Van Pareren/Fractie-Nanninga | FVD             | Bob van Pareren        | 29 november 2020  | 12 juni 2023      |
| Fractie-Van Pareren/Fractie-Nanninga | FVD             | Nicki Pouw-Verweij     | 29 november 2020  | 30 maart 2021     |
| Fractie-Van Pareren/Fractie-Nanninga | FVD             | Loek van Wely          | 8 december 2020   | 12 juni 2023      |
| Fractie-Yildirim                     | SP              | Düzgün Yildirim        | 25 september 2007 | 7 juni 2011       |

## Nederlandse delegatie in het Europees Parlement

### 1994-1999
- Leonie van Bladel verliet op 19 september 1996 de delegatie van de PvdA. Zij verliet ook de fractie van de Partij van Europese Socialisten en trad als onafhankelijke toe tot de fractie Unie voor Europa.
- Jim Janssen van Raaij verliet op 2 december 1996 de delegatie van het CDA. Hij verliet ook de fractie van de Europese Volkspartij en Europese Democraten en trad als onafhankelijke toe tot de fractie Unie voor Europa.

### 2004-2009
- Els de Groen verliet in april 2005 de delegatie van Europa Transparant. Zij bleef als onafhankelijke lid van de fractie De Groenen/Vrije Europese Alliantie.

### 2009-2014
- Kartika Liotard verliet op 1 juni 2010 de delegatie van de SP. Zij bleef als onafhankelijke lid van de fractie Europees Unitair Links/Noords Groen Links.
- De extra zetel na de ratificatie van het Verdrag van Lissabon werd op 15 december 2011 toegekend aan de PVV. De PVV-delegatie weigerde de in de vacature benoemde Daniël van der Stoep, die op 31 augustus 2012 het Europees Parlement verlaten had, weer op te nemen. Hij maakte als onafhankelijke vanaf 18 december 2012 deel uit van de groep niet-fractiegebonden leden van het Europees Parlement.
- Toine Manders verliet op 17 oktober 2013 de delegatie van de VVD. Hij bleef als onafhankelijke lid van de fractie Alliantie van Liberalen en Democraten voor Europa.
- Laurence Stassen verliet op 21 maart 2014 de delegatie van de PVV. Zij bleef als onafhankelijke deel uitmaken van de groep niet-fractiegebonden leden van het Europees Parlement.

### 2019-2024
- Dorien Rookmaker trad op 1 februari 2020 via de lijst van FVD toe tot het Europees Parlement vanwege de uitbreiding van het aantal Nederlandse zetels na de uittreding van het Verenigd Koninkrijk uit de Europese Unie. Zij had in 2019 de partij reeds verlaten en maakte daarom geen deel uit van de delegatie van FVD. Zij trad als onafhankelijke toe tot de groep niet-fractiegebonden leden van het Europees Parlement.
- Toine Manders verliet op 2 juni 2020 de delegatie van 50PLUS en trad toe tot de delegatie van het CDA. Hij bleef lid van de fractie van de EVP.
- Derk Jan Eppink, Rob Rooken en Rob Roos verlieten op 19 december 2020 de delegatie van FVD. Zij bleven als onafhankelijke lid van de fractie van ECH.
- Michiel Hoogeveen trad op 15 april 2021 via de lijst van FVD toe omdat Derk Jan Eppink verkozen was in de Tweede Kamer. Hij had in 2020 de partij reeds verlaten en maakte daarom geen deel uit van de delegatie van FVD. Hij trad als onafhankelijke toe tot de fractie van ECH.
- Sophie in 't Veld verliet op 16 juni 2023 D66. Ze werd lid van Volt en maakt de termijn als onafhankelijk lid af.

## Bekende lokale afsplitsingen
- Michiel Smit werd in februari 2003 na een conflict uit de fractie van Leefbaar Rotterdam in de Rotterdamse gemeenteraad gezet. Hij ging verder als Groep Smit, waarbij hij enige tijd steun kreeg van de eveneens uit Leefbaar Rotterdam getreden Joop van Heijgen. Uit de Groep Smit kwam de politieke partij Nieuw Rechts voort.
- Fleur Agema ging in 2004 in de Provinciale Staten van Noord-Holland als Groep Agema door, na een jaar eerder voor de LPF te zijn gekozen. In 2006 kwam ze voor de Partij voor de Vrijheid in de Tweede Kamer.